# 보건의료기술

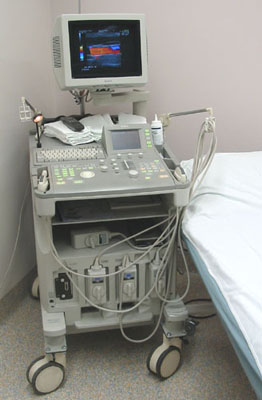

보건의료기술(HT, Health Technology, 保健醫療技術)은 건강 증진과 질병의 방지를 위한 진단과 치료, 재활에 쓰이는 모든 기술 및 산업을 통칭하는 말이다. 의료에 사용되는 의약품, 의료기기, 치료법과 병원 조직 체계 등을 모두 포함한다.

## 정의
- 세계보건기구(WHO) : 보건의료기술은 질병을 예방, 진단, 치료할 뿐 아니라 환자의 재활, 관리, 지원에 사용되는 모든 의료기술로 의료기기, 의약품, 내·외과적 의료행위 뿐 아니라 관련된 모든 지식을 포함한다.[1]

- 한국보건산업진흥원 : 보건의료기술은 국민의 건강증진을 위한 진단, 치료, 재활에 쓰이는 모든 기술 및 산업을 말한다. BT(Bio Technology, 생명공학기술)와 IT(Information Technology, 정보통신기술), NT(Nano Technology, 나노기술)의 원천기술을 융합[2]하여 인류의 건강과 풍요로운 삶에 기여하도록 적용하고 산업화하는 대표적인 기술이자 산업이다.

## 필요성
HT 산업은 고령화, 경제발전 등으로 인해 폭발적인 수요 증가가 예상된다. 이에 따라 주요 선진국은 이미 국가 전략산업으로 집중 육성하고 있다. HT산업은 전 세계적으로 단일 분야 최대 시장으로 가지고 있다. 또한 기술투자 및 고용창출 효과가 높으며, 장기적으로는 의료비 지출의 효율화를 이끌 것으로 기대되는 분야이다.